# John J. Collins
Pour les articles homonymes, voir John Collins et Collins.
John J. Collins (né en 1946) est professeur d'exégèse critique de l'Ancien Testament à la Yale Divinity School.

## Carrière
Natif d'Irlande, il étudie d'abord à la University College Dublin puis obtient son doctorat à Harvard. Il travaille dans diverses institutions académiques telles l'université Notre-Dame-du-Lac (1985-1991), Harvard ou l'université de Chicago (1991-2000). Il est président de la Société de littérature biblique de Chicago (Chicago Society of Biblical Research) entre 1995 et 1996, président de la Society of Biblical Literature en 2002 et président représentant les régions de la Nouvelle-Angleterre et de l'Est du Canada à la Society of Biblical Literature en 2008. Il a été aussi éditeur en chef de Dead Sea Discoveries, Supplements to the Journal for the Study of Judaism ainsi que du Journal of Biblical Literature.
Collins est marié à Adela Yarbro Collins (en), professeur d'exégèse critique du Nouveau Testament à la Yale Divinity School depuis 2000, avec laquelle il a coécrit King and Messiah as Son of God.
Il a reçu la médaille Burkitt en 2019.

## Travaux
Il est connu aussi bien pour ses recherches sur la Bible hébraïque que par ses travaux sur les apocryphes de la période du Second Temple ou encore par ses études des manuscrits de la mer Morte qui mettent en relation diverses sectes au christianisme des origines. Collins a publié et édité plus de trois cents études académiques et de nombreux articles et livres populaires.